# تپه ویست
تپه ویست مربوط به دوره اشکانیان - دوره ساسانیان است و در شهرستان خوانسار، بخش مرکزی، روستای ویست واقع شده و این اثر در تاریخ ۲۳ شهریور ۱۳۸۲ با شمارهٔ ثبت ۱۰۲۳۶ به‌عنوان یکی از آثار ملی ایران به ثبت رسیده است.